# انتقام سنيك
انتقام سنيك (بالإنجليزية: Snake's Revenge) هي لعبة تسلل من كونامي لأجل نينتندو إنترتينمنت سيستم في 1990. أُنتجَت اللعبة كـسيكول لنسخة إن.إي.إس من اللعبة ميتال غير وقد صُنعت خصيصاً لشمال أمريكا ومنطقة سوق الPAL.

## وصلات خارجية
- انتقام سنيك على موقع IMDb (الإنجليزية)
- انتقام سنيك على موقع IMDb (الإنجليزية)

انتقام سنيك في ألعاب موبي